# Маттіас Еттріх
Маттіас Еттріх (народився 14 червня 1972 в Бітігайм-Біссінген, Баден-Вюртемберг) — німецький вчений-програміст відомий завдяки своїм внеском у проекти KDE і LyX.

## Освіта
Маттіас пішов до школи в місті Байльштайн, оскільки поруч жив зі своїми батьками в Оберстенфельд, що не надто далеко від місця його народження. В ній він отримав атестат у 1991 році. Маттіас вчився на магістра комп'ютерних наук в інституті Вільгельма Шикарда та Тюбінгенському університеті.

## Кар'єра
На сьогоднішній день Маттіас проживає в Берліні, Німеччина, працюючи в компанії Nokia головним архітектором програмного забезпечення.